# Davide Iodice
Davide Iodice (Napoli, 1968) è un regista, drammaturgo e direttore artistico italiano.

## Biografia
Diplomato in regia Accademia nazionale d'arte drammatica di Roma, nel 1992 fonda con Marina Rippa, Raffaele Di Florio, Massimo Staich e altri artisti la compagnia Libera mente. Dal 1995 al 1999 lavora col Centro di ricerca teatro nuovo di Napoli di cui diventa condirettore artistico.
Collabora con Nostra Signora dei Turchi di Carmelo Bene, con Carlo Cecchi e con il Teatro di Leo. Lavora poi con il teatro pedagogico presso l'ospedale psichiatrico S. Maria della Pietà di Roma.
I suoi spettacoli, oltre che dalla compagnia Libera mente, sono stati prodotti dal Crt di Milano alla Biennale di Venezia dal Festival di Santarcangelo al Berliner Festpiele dal Teatro Laboratorio San Leonardo di Leo de Berardinis allo Yorkshire Dance.
Ha realizzato opere radiofoniche per Radio 3 Rai con la collaborazione di Goffredo Fofi e Maurizio Braucci e un cortometraggio sulle periferie in collaborazione con Roberta Torre, Pasquale Pozzessere, Giovanni Maderna.
È sposato con la scrittrice Valeria Parrella.

## Fonti
- Il teatro a Napoli negli anni ‘90 di Edoardo Sant’Elia
- Libera Mente, su liberamenteteatro.it. URL consultato il 21 dicembre 2009 (archiviato dall'url originale il 16 settembre 2010).

## Opere teatrali
- La morte di Empedocle da Friedrich Hölderlin (1990);
- Uscita d'emergenza di Manlio Santanelli (1992);
- Dove gli angeli esitano (segnalazione Premio Nazionale ETI Scenario Ente Teatrale Italiano (1993);
- Grande Circo Invalido da Marco Lodoli (1994);
- Nella solitudine dei campi di cotone di B.M. Koltes (1995);
- Senza naso né padroni, una specie di Pinocchio di Marcello Amore e Sergio Longobardi (1995);
- Che bella giornata! dal Christophe Colomb ("Cristoforo Colombo", 1927) di Michel de Ghelderode (1996);
- Core pazzo di e con Nino D'Angelo (1996);
- Storia spettacolare di Guyelmo El Pesado che voleva rovesciare il mondo di Maurizio Braucci (1997);
- I Bambini della città di K, da Ágota Kristóf (1998);
- La Tempesta, dormiti gallina dormiti da William Shakespeare (Premio Ubu 1999, Premio Teatro a Napoli 2000);
- Io non mi ricordo niente, di Davide Iodice e Mauro Maggioni (1999);
- The Crowded stomach, spettacolo di teatro danza con Benji Reid per lo Yorkshire Dance di Leeds (2000);
- I Giganti, favola per la gente ferma con il Circo Roys della famiglia Minetti, da Luigi Pirandello per la Biennale di Venezia e il Berliner Festspiele (2001);
- Dammi almeno un raggio di sole, omaggio a Federico Fellini regia di Davide Iodice e Rojsten Abel per Santarcangelo dei Teatri (2002);
- Il commencement del commencement da autori vari, nell'ambito della rassegna Legami per il Teatro San Leonardo di Bologna (2002);
- Il giardino nero da Agota Kristov (2003);
- Appunti per uno spettacolo italiano, da Pier Paolo Pasolini nell'ambito del progetto Petrolio per il Teatro Mercadante di Napoli (2003);
- La bellezza (2004);
- Ex Volto, progetto antropologico per la Valtellina (2004);
- Psicosi 4.48/cantico da Sarah Kane(2005);
- Il costruttore d'Imperi di Boris Vian (2005);
- Zingari di Raffaele Viviani per il Mercadante Teatro stabile di Napoli (2006);
- Il verso dell'acqua, progetto antropologico per l'area flegrea su testi di Mimmo Borrelli (2007);
- 'A Sciaveca di Mimmo Borrelli, adattamento Mimmo Borrelli e Davide Iodice (Premio Girulà Teatro a Napoli 2009) per il Teatro Mercadante.
- Mangiare e Bere. Letame e Morte. Debutto al festival Benevento Città Spettacolo (2014)
- Mettersi nei panni degli altri | vestire gli ignudi (Interno5, Mercadante Teatro Stabile di Napoli, Ex dormitorio pubblico di Napoli; 2014)
- Euridice e Orfeo di Valeria Parrella (Teatro Bellini di Napoli; 2015)
- Drömmar (Folkteatern di Göteborg; 2016)

## Premi
- Premio SIAD (Società Italiana Autori Drammatici) 1991;
- Menzione speciale Premio Nazionale ETI Scenario 1993 con “Dove gli angeli esitano”;
- Premio Lo Straniero 1996 per “Che bella Giornata”;
- Premio Speciale Ubu 1999 per “La Tempesta, dormiti gallina dormiti”;
- Premio Girulà Teatro a Napoli 2000 per la regia con lo spettacolo “La Tempesta, dormiti gallina dormiti”;
- Premio Girulà Teatro a Napoli 2009 per lo spettacolo “‘A Sciaveca”, di Mimmo Borrelli, adattamento Mimmo Borrelli e Davide Iodice.